# 21829 Kaylacornale
21829 Kaylacornale este un asteroid din centura principală de asteroizi.

## Descriere
21829 Kaylacornale este un asteroid din centura principală de asteroizi. A fost descoperit pe 2 octombrie 1999 la Socorro, New Mexico, în cadrul proiectului LINEAR. Asteroidul prezintă o orbită caracterizată de o semiaxă mare de 2,27 ua, o excentricitate de 0,19 și o înclinație de 7,2° în raport cu ecliptica.